# Vlag van Venezuela
De huidige vlag van Venezuela werd voor het eerst gehesen op 12 maart 2006 door president Hugo Chávez. De vlag bestaat uit drie even hoge horizontale banen in de kleuren geel (boven), blauw en rood. In de middelste baan staan acht witte sterren in een boog. In de hoek linksboven staat het wapen van Venezuela. Dit wapen ontbreekt in de civiele vlag (de vlag die burgers gebruiken).

## Symboliek

### Kleuren
De drie kleuren van de vlag gaan terug tot 1810 en hebben hun oorsprong in de strijd tegen de Spanjaarden, toen de Venezolaanse generaal Francisco de Miranda een geel-blauw-rode driekleur in gebruik nam. Deze vlag symboliseert de Atlantische Oceaan (de blauwe band), die tussen Spanje (rood, verwijst ook naar de Spaanse terreur) en Amerika (geel) ligt en daarmee de onafhankelijkheid van de voormalige Spaanse kolonies. Deze kleuren werden in 1819 de kleuren van de door Simón Bolívar gestichte republiek Groot-Colombia, een federatie van het huidige Colombia (inclusief het huidige Panama) met Venezuela en Ecuador die in 1830 ten onder ging. Sindsdien gebruiken Colombia, Venezuela en Ecuador alle drie een geel-blauw-rode vlag; Colombia de vlag van het oude Groot-Colombia.
De vlaggen van Colombia en Ecuador zijn vrijwel geheel hetzelfde; het verschil is dat Ecuador zijn wapen in het midden van zijn vlag heeft geplaatst en een andere hoogte-breedte-verhouding gebruikt (1:2). In de vlaggen van Colombia en Ecuador is de gele band dubbel zo groot als de andere twee; in de vlag van Venezuela zijn hoogtes van de drie banden gelijk. Venezuela heeft de sterrenboog als extra onderscheidingskenmerk.
Tegenwoordig worden aan de kleuren van de Venezolaanse vlag de volgende betekenissen toegekend:
- geel: staat voor de welvaart van het land;
- blauw: staat voor de territoriale wateren van het land;
- rood: staat voor het bloed dat de patriotten in de onafhankelijkheidsstrijd hebben verloren.

### Sterren
Zeven van de acht sterren in de vlag symboliseren de zeven provincies die in het begin van de negentiende eeuw tegen de Spanjaarden in opstand kwamen: Caracas, Cumaná, Barcelona, Barinas, Margarita, Mérida en Trujillo. De andere ster staat voor "de overwinning en de toekomst". Deze extra ster was ooit voorgesteld door Simón Bolívar, maar werd pas in 2006 toegevoegd. De achtste ster verwijst mogelijk ook naar de Venezolaanse aanspraak op een groot deel van Guyana en Trinidad en Tobago.

## Ontwerp
In de grondwet van Venezuela staat dat de hoogte-breedteverhouding van de vlag 2:3 is en dat de vlag horizontaal verdeeld is in drie gelijke banen in de kleuren geel, blauw en rood. De acht vijfpuntige sterren staan in een boog, waarbij de buitenste punten van de sterren zich op de lijn van een cirkel bevinden. Artikel 3 van de "Wet op de Vaderlandse Symbolen" (Ley de los Símbolos Patrios) stelt:
De Nationale Vlag is geïnspireerd door de vlag die het Congres in 1811 aannam. Ze wordt gevormd door de kleuren geel, blauw en rood, in verenigde banen, gelijk en in horizontale volgorde van de voornoemde kleuren van boven naar beneden en in het midden van de blauwe baan acht witte sterren met vijf punten, geplaatst in de boog van een cirkel met de convex naar boven.
Deze wet legt geen benaming voor de kleuren vast en bepaalt ook niet de exacte kleuren die gebruikt moeten worden. Toch kunnen de kleurenspecificaties aan de hand van diverse bronnen worden bepaald:
| Coderingssysteem | Geel        | Blauw       | Rood        | Wit         |
| ---------------- | ----------- | ----------- | ----------- | ----------- |
| RGB-kleursysteem | 252-191-73  | 117-170-219 | 132-53-17   | 255-255-255 |
| CMYK             | #FCD116     | #0038A8     | #CE1126     | FFFFFF      |
| Pantone-codering | 116c / 109c | 286c / 280c | 186c / 032c | -           |

## Geschiedenis

Vlag van de Eerste Republiek (1811-1812)

Onafhankelijkheidsstrijd, veel gebruikte vlag

### Vlaggen van de Eerste, Tweede en Derde Republiek
Op 5 juli 1811 werd door Simón Bolívar de Eerste Venezolaanse Republiek uitgeroepen, die ongeveer een jaar standhield. Deze republiek was weinig geliefd bij de inwoners van het gebied en kon alleen in de regio Caracas haar gezag doen gelden. In deze periode werden veel uiteenlopende vlaggen gebruikt, vooral vlag met drie even hoge banen in de kleurencombinatie rood-geel-blauw. De officiële vlag is sinds juli 1811 echter de Moedervlag. Deze vlag toont drie banen in de kleurencombinatie geel-rood-blauw, waarbij de gele baan tweemaal zo hoog is als elk van de andere twee en er in het kanton een indiaanse vrouw met een frygische muts op een stok en een opkomende zon staan. De Moedervlag wordt zo genoemd omdat naar haar ontwerp de Colombiaanse en Ecuadoraanse vlag zijn gemodelleerd.
Nadat Spaansgezinde legers de koninklijke orde herstelden, vluchtte Bolívar via Curaçao naar Cúcuta, van waaruit hij over de Andes trok om met steun van Manuel Carlos Piar Caracas opnieuw in te nemen. Hier werd de Tweede Republiek uitgeroepen, die in 1815 door Spaanse legers zou worden ontbonden. Deze republiek gebruikte uiteenlopende vlagontwerpen, maar de vlag van de Eerste Republiek was ook van de Tweede Republiek de officiële vlag.
Op 31 december 1816 begon Bolívar aan een derde poging om een onafhankelijk Venezuela te verwezenlijken. Deze keer was hij wel succesvol: door de Slag bij Boyacá kon hij in 1821 zelfs de republiek Gran Colombia uitroepen, bestaande uit Venezuela, Nieuw-Granada (Colombia inclusief Panama), het rijk Quito (Ecuador) en enkele kleinere gebieden elders in Latijns-Amerika. Op 12 mei 1817 werd het kanton uit de Moedervlag vervangen door zeven blauwe sterren, als verwijzing naar de zeven Venezolaanse provincies die de onafhankelijkheidsstrijd steunden. De vorm van de sterren was niet vastgelegd, waardoor er veel verschillende vlaggen in omloop waren. Op 20 november 1817 werd er een achtste ster bijgeplaatst, omdat na de verovering van Angostura er een achtste provincie (Guayana) aan de kant van de opstandelingen kwam te staan.
Bij de totstandkoming van Gran Colombia verdwenen de sterren uit de vlag.

### Vlaggen sinds 1830
De vlag die in 2006 op de "Dag van de Vlag" (12 maart) in gebruik werd genomen, verving een soortgelijke vlag met zeven sterren en een paard dat naar rechts rent en naar links omkijkt. Deze vlag was in gebruik sinds 1930, maar de wetgeving daaromtrent stamt uit 1954. Het patroon van de zeven sterren werd voor het eerst in 1863 officieel vastgelegd, maar komt al langer voor op vlaggen in Venezuela.
| Vexillologisch symbool voor een buiten gebruik gestelde vlag | Vexillologisch symbool voor een buiten gebruik gestelde vlag | Vexillologisch symbool voor een buiten gebruik gestelde vlag |
| Vexillologisch symbool voor een buiten gebruik gestelde vlag | Vexillologisch symbool voor een buiten gebruik gestelde vlag | Vexillologisch symbool voor een buiten gebruik gestelde vlag |